# Astragalus joergensenii
Astragalus joergensenii är en ärtväxtart som beskrevs av Ivan Murray Johnston. Astragalus joergensenii ingår i släktet vedlar, och familjen ärtväxter. Inga underarter finns listade i Catalogue of Life.